# NK 슬라벤 벨루포
NK 슬라벤 벨루포(NK Slaven Belupo)는 크로아티아 코프리브니차를 연고로 하는 축구 클럽이다. 이 클럽은 1907년에 창단되었으며 현재는 프르바 HNL에 참가하고 있다.

## 선수 명단

### 현역
참고: FIFA 자격 규정에 따라 소속된 국가대표팀 국기를 표시합니다. 선수는 복수의 FIFA 비회원국 국적을 가지고 있을 수 있습니다.
| 번호 | 포지션 | 국적                  | 이름                |
| ---- | ------ | --------------------- | ------------------- |
| 7    | FW     | 보스니아 헤르체고비나 | 마테이 사코타       |
| 10   | MF     | 몰도바                | 미하일 카이마코프   |
| 30   | MF     | 가나                  | 마이클 아그벡포르누 |

| 번호 | 포지션 | 국적 | 이름 |
| ---- | ------ | ---- | ---- |

## 역대 감독
| 감독            | 임기        |
| --------------- | ----------- |
| 안테 차치치     | 1998        |
| 안테 차치치     | 2014 ~ 2015 |
| 리카르도 모니츠 | 2023        |